# سمر سمير المزغني
سمر سمير المزغني (ولدت في 27 أغسطس 1988) هي كاتبة وناشطة مجتمع مدني تونسية.

## النشأة
ولدت سمر المزغني في 27 أغسطس 1988 للمحامي التونسي سمير المزغني ولأم عراقية سحر عبد اللطيف درست الاقتصاد والإدارة في جامعة المستنصرية. تعمل بالمجال الثقافي في سفارة العراق بتونس. كانت عضوا في المكتب الوطني للمنظمة التونسية للشبيبة المدرسية.

## الجوائز
- 51 ضمن "أقوى 100 امرأة عربية 2013"، أريبيان بزنس
- أصغر كاتبة في العالم، من موسوعة غينيس للأرقام القياسية، 2000
- الكاتبة الغزيرة الإنتاج الأصغر في العالم، من موسوعة غينيس للأرقام القياسية، 2002
- 30 تحت 30، أريبيان بزنس
- 30 تحت 30، غلف بزنس

## وصلات خارجية
- الموقع الرسمي
- الكاتبة: سمر المزغني-تونس، القصة السورية، 21 أكتوبر 2009
- شبان وطموحون وعاطلون عن العمل، صندوق النقد الدولي، 15 أبريل 2011
- لقاء مع سمر سمير المزغني رئيسة اللجنة التحضيرية الشبابية في الجمعية العالمية التاسعة للتحالف العالمي من أجل مشاركة المواطنين، راديو كندا الدولي، 23 أغسطس 2010